# San Pablo, Costa Rica
San Pablo är en ort i Costa Rica.   Den ligger i provinsen Heredia, i den centrala delen av landet, 7 km norr om huvudstaden San José. San Pablo ligger 1 203 meter över havet och antalet invånare är 21 662.
Terrängen runt San Pablo är kuperad norrut, men söderut är den platt. Runt San Pablo är det mycket tätbefolkat, med 6 711 invånare per kvadratkilometer. Närmaste större samhälle är San José, 7,1 km söder om San Pablo. Runt San Pablo är det i huvudsak tätbebyggt.